# Planetario Municipal Agrimensor Germán Barbato
El Planetario de Montevideo Agrimensor Germán Barbato es un planetario de Uruguay, ubicado en la ciudad de Montevideo, en el barrio de Villa Dolores. Dentro del predio del entonces zoológico Villa Dolores y el hoy Parque Villa Dolores.
Fue el primer planetario de Latinoamérica y de todo el hemisferio sur, siendo además uno de los primeros construidos luego de la Segunda Guerra Mundial a nivel global.

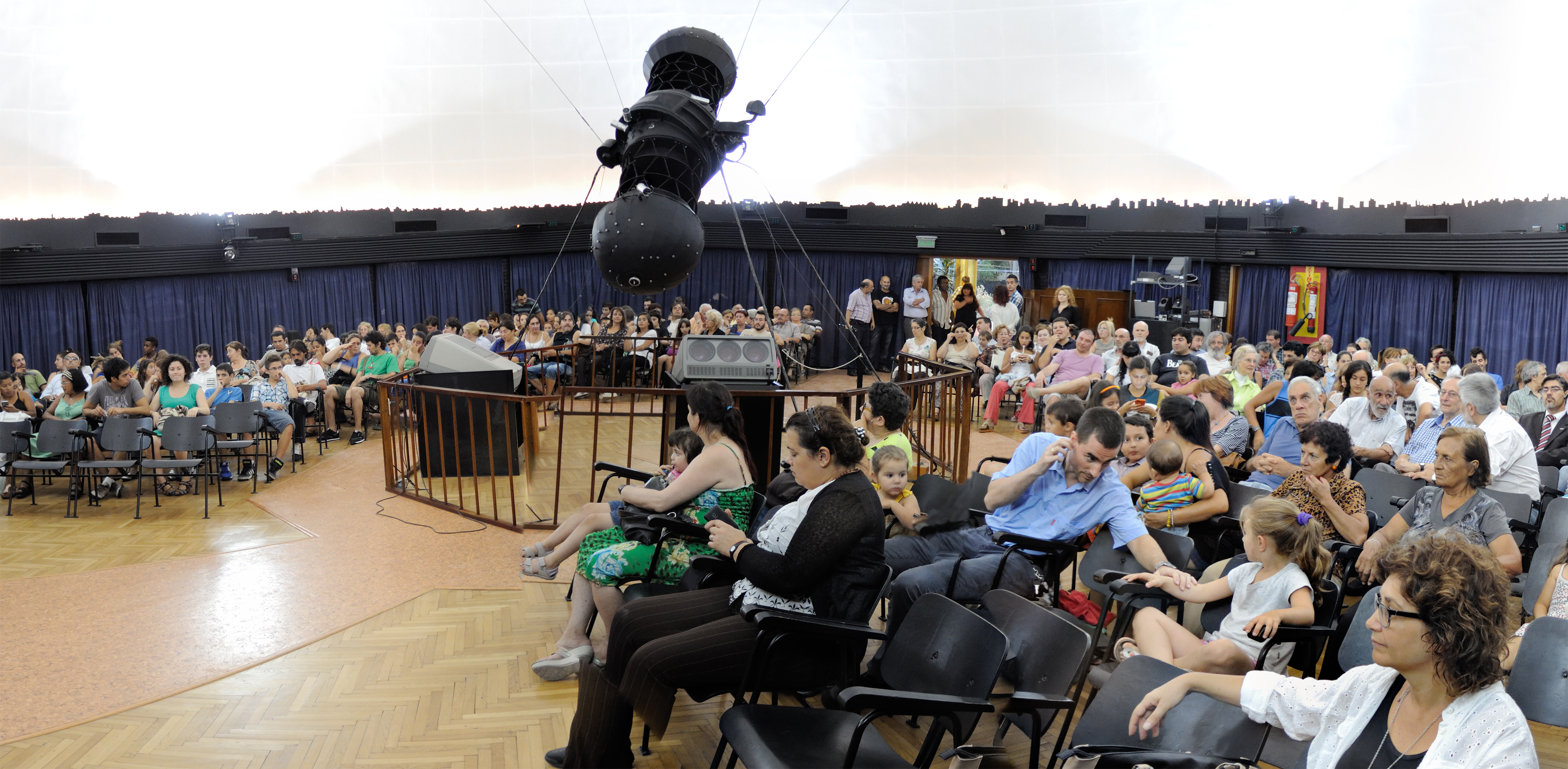
Imagen del interior de la sala «Galileo Galilei», el día de su 60.º aniversario (12 de febrero de 2015)

## Visitas
El Planetario  de Montevideo  recibe a más de 150.000 personas al año en sus distintas propuestas. Recibe más de 500 escuelas y 100 liceos anualmente; realiza más de 1.000 funciones entre febrero y noviembre. Se dictan cursos y conferencias en distintos horarios, dirigidos a diverso público. Asiduamente se realizan jornadas de observación astronómica, diurna o nocturna, muchas de las cuales cuentan con la colaboración honoraria de astrónomos aficionados.
Dentro del Planetario está instalada la sede de la Asociación de Aficionados a la Astronomía, entidad que cuenta con un observatorio dentro del predio de la institución. En el subsuelo del mismo también se encuentra el Museo Ciencia Viva, un museo activo de ciencia que abre sus instalaciones entre mayo y noviembre.

Panorama de la última sesión del planetario con sistema analógico

## Historia
Poco tiempo después de asumir como intendente de Montevideo en febrero de 1948, Germán Barbato remitió a la Junta Departamental de Montevideo el Plan Sexenal de obras. En su tercera etapa, correspondiente al año 1950, se proyectó el “Edificio e instalación del Museo Municipal de Ciencias en el Parque Pereira Rosell”. El Planetario Municipal Agrimensor Germán Barbato es justamente fruto de ese proyecto inicial, mucho más ambicioso.
En 1952 se encarga su construcción al arquitecto Juan Antonio Scasso, con la supervisión del también arquitecto Antonio Cravotto.
Finalmente, el  11 de febrero de 1955, durante la administración del Dr. Armando Malet es inaugurado como el primer planetario de Iberoamérica y uno de los primeros del mundo en instalarse después de la Segunda Guerra Mundial. Fue durante sus inicios un referente continental y reflejó la inquietud de un grupo de personas vinculadas a la astronomía, en primer lugar el doctor Félix Cernuschi, fundador del Departamento de Astronomía de la vieja Facultad de Humanidades y Ciencias de la Universidad de la República, con un importante número de aficionados a esta ciencia, que poco tiempo antes habían fundado la Asociación de Aficionados a la Astronomía; y además participó el propio Agr. Germán Barbato, quien no sólo era Intendente de Montevideo en todo ese período, sino docente de Cosmografía en Educación Secundaria y un connotado aficionado a la Astronomía.
La construcción del Planetario de Montevideo concitó el interés internacional, como lo muestra la publicación Sky & Telescope, que le dedicó la tapa del número 9, Vol. XIII, de julio de 1954, y un artículo en páginas centrales.
La misma inauguración del planetario mostró que el público montevideano aguardaba con gran expectativa su instalación en la ciudad.
Nigel Wolf, primer director del Planetario de Montevideo, afirmó en esos días: “El extremo entusiasmo que está mostrando Montevideo por su planetario es arrollador. El gran interés por la ciencia y la cultura en esta ciudad ya había anticipado éxito para el planetario, ¡pero no ciertamente al punto de necesitar escuadrones de Policía montada para controlar a la multitud demandando su admisión! La reacción pública prueba que este novísimo planetario debe ser también el más popular del mundo”.
En 2015 fue construida la sala principal «Galileo Galilei» con capacidad para 239 espectadores y 18,3 metros de diámetro interno donde se realizan las proyecciones con un equipo Spitz, actualmente el instrumento planetario más antiguo del mundo en funcionamiento . Es el mismo que fue inaugurado en 1955. Si bien en el 2011 se han realizado algunas inversiones tendientes a actualizar el equipamiento y mejorar la proyección, el equipo base sigue siendo el mismo de 1955.
La sala principal, Galileo Galilei, cuenta con una bóveda de 18 metros de diámetro y capacidad para 250 localidades. Allí está instalado el instrumento planetario Spitz, modelo B, único en su estilo aún en funcionamiento. A él se suma una serie de instrumentos de proyección auxiliares de última generación (cañones de video, proyectores de efectos especiales, equipamiento de audio, etcétera), donados por el gobierno de Japón.
Más de medio siglo de permanencia constante en la divulgación científica hace que el planetario sea un referente cuando se piensa en astronomía. Varias generaciones han pasado durante su edad escolar por la institución, transformando al planetario en un recuerdo colectivo.

## Restauración
En 2018 fue cerrado al público debido a las obras de restauración, las cuales fueron inauguradas en enero de 2019, realizándose la apertura de nueva sala, con nuevas butacas y proyección digital, que lo convierte en el más moderno de América.

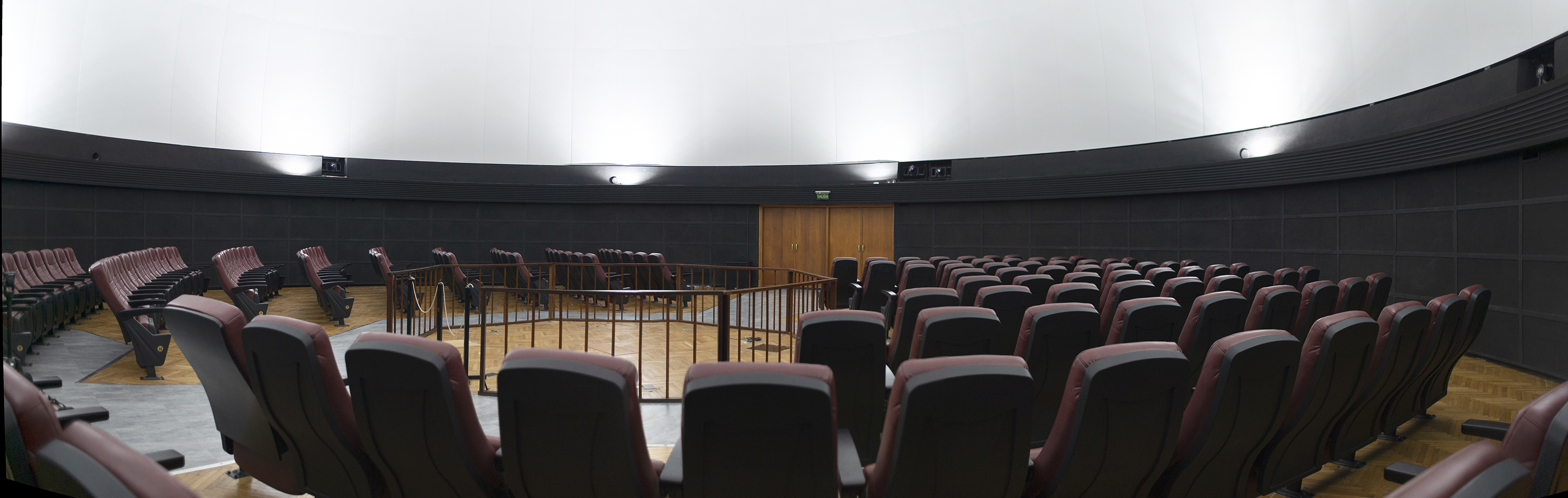
Sala del Planetario Municipal Montevideo, se ha puesto a nuevo, enero de 2020

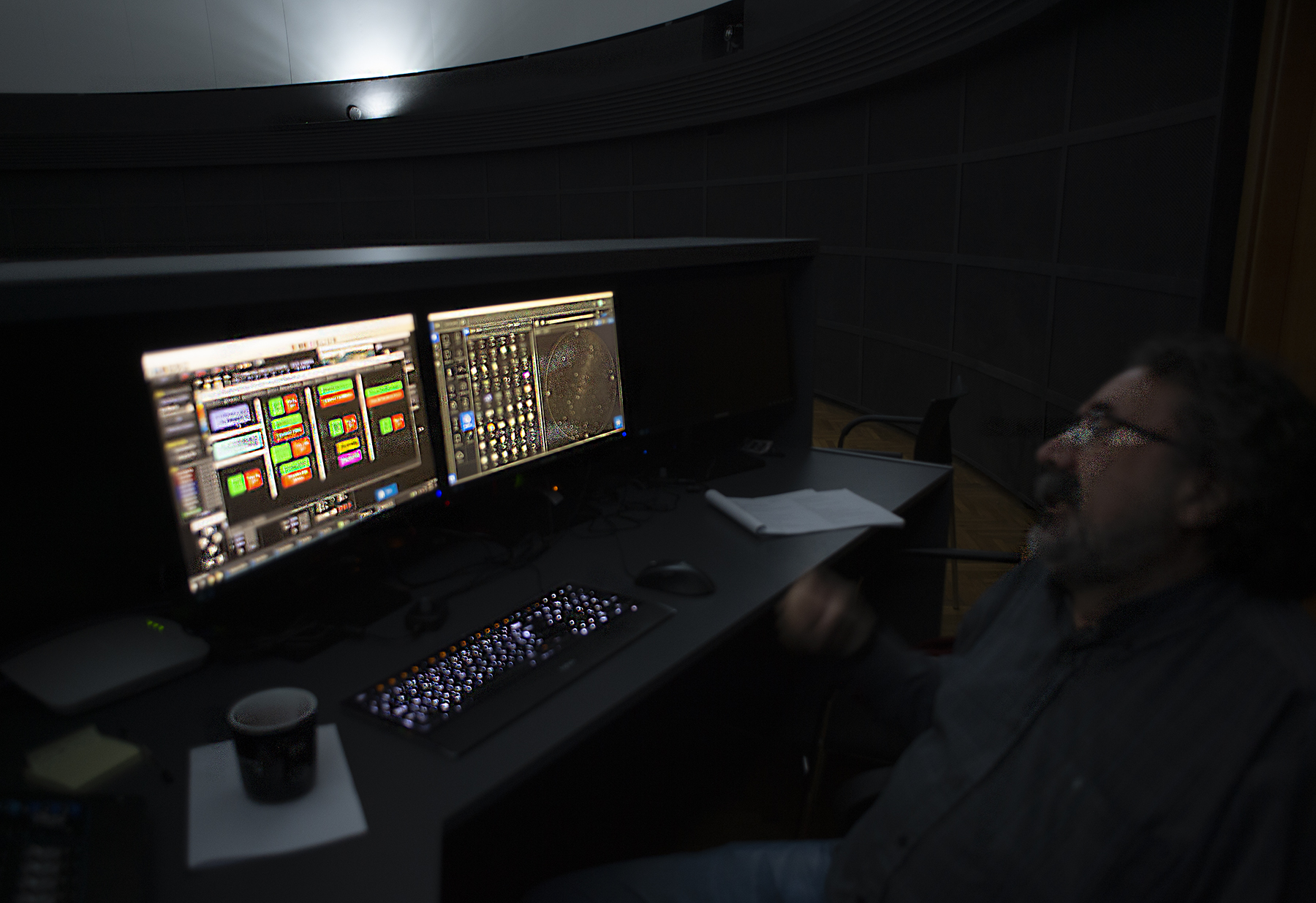
Control del equipo de proyección digital del planetario

## Biblioteca
El planetario cuenta con una de las bibliotecas más completas de Uruguay en temas del espacio, tanto a nivel escolar y liceal como de profundización.

## Galería

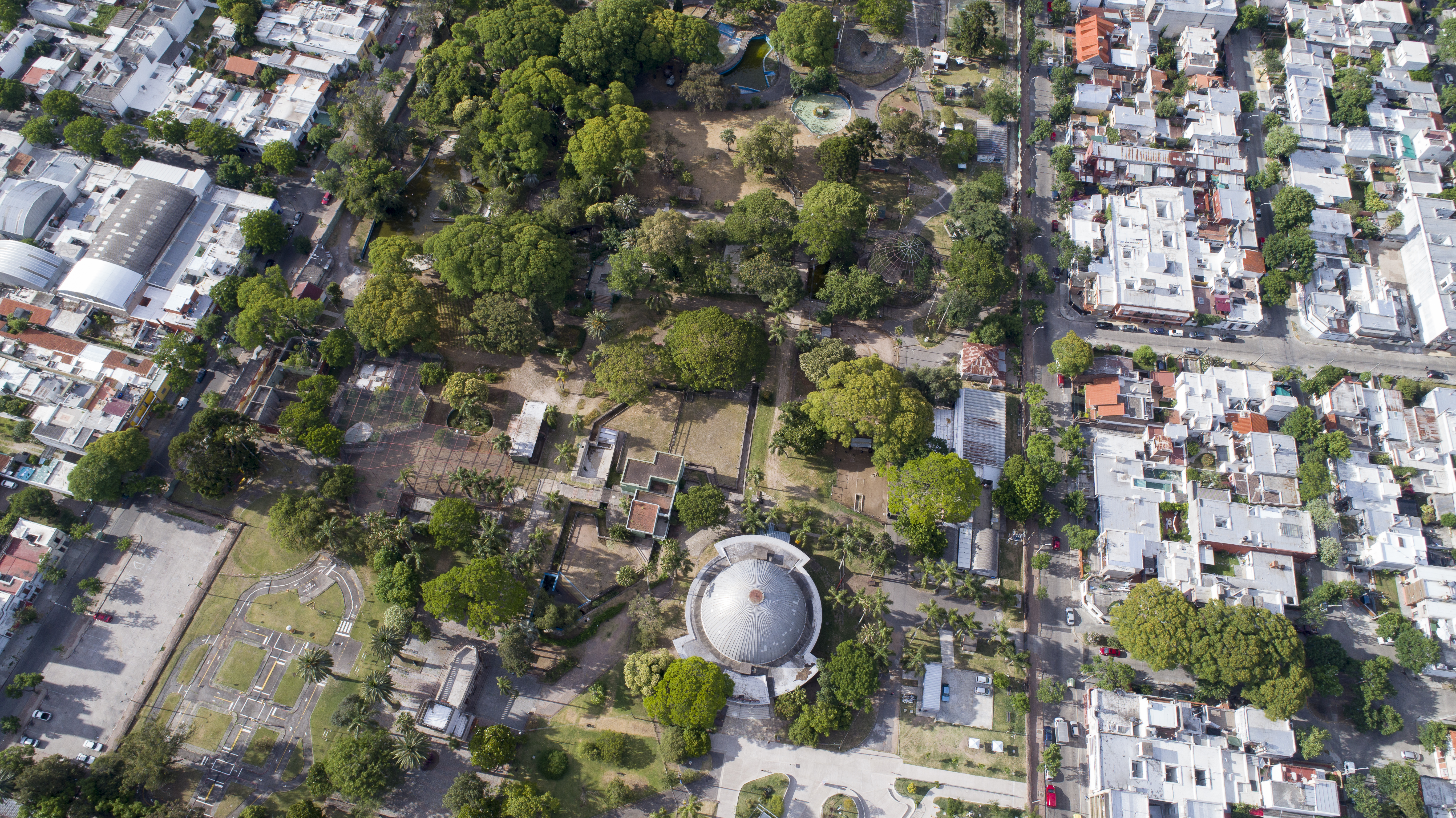
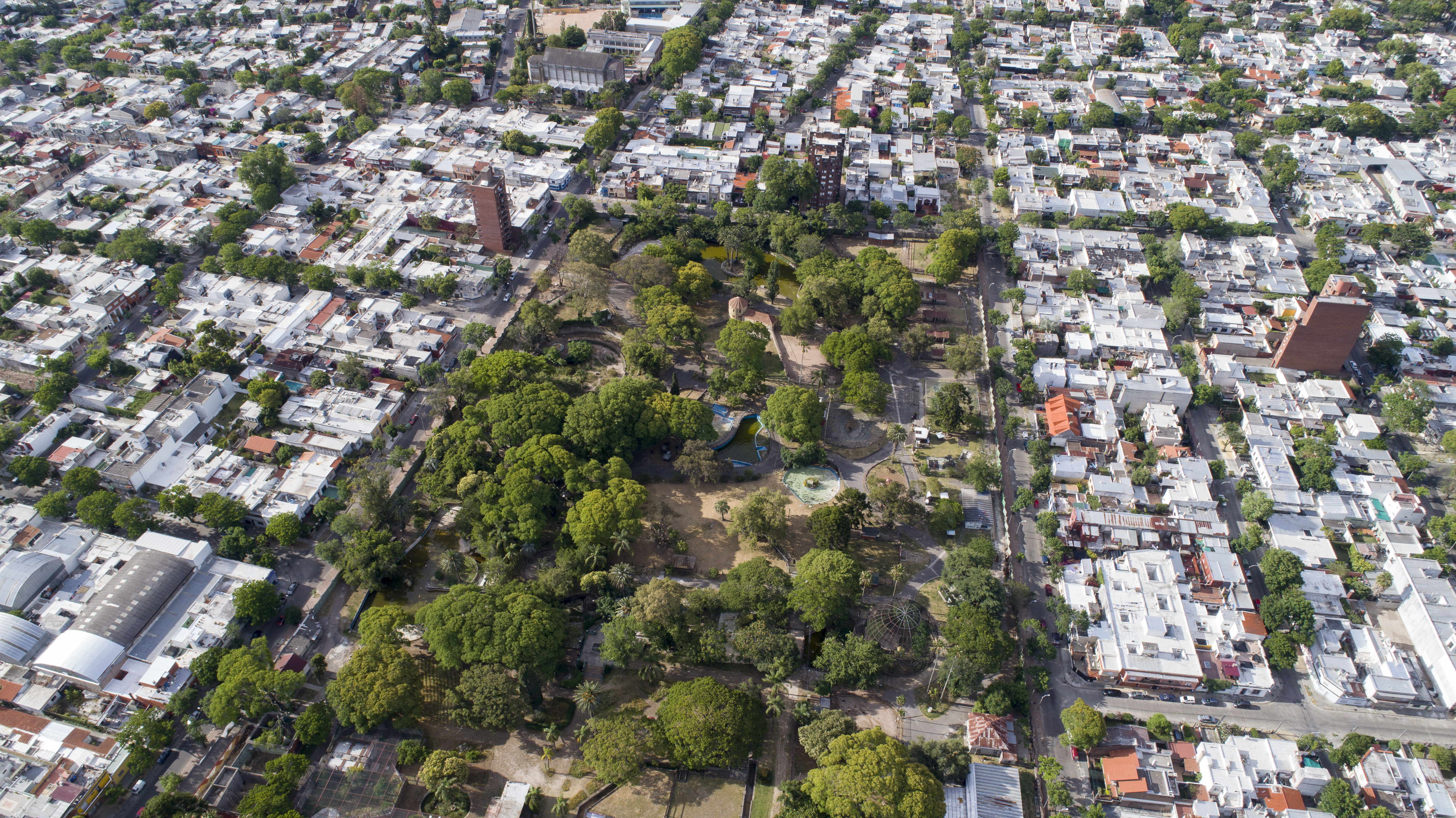
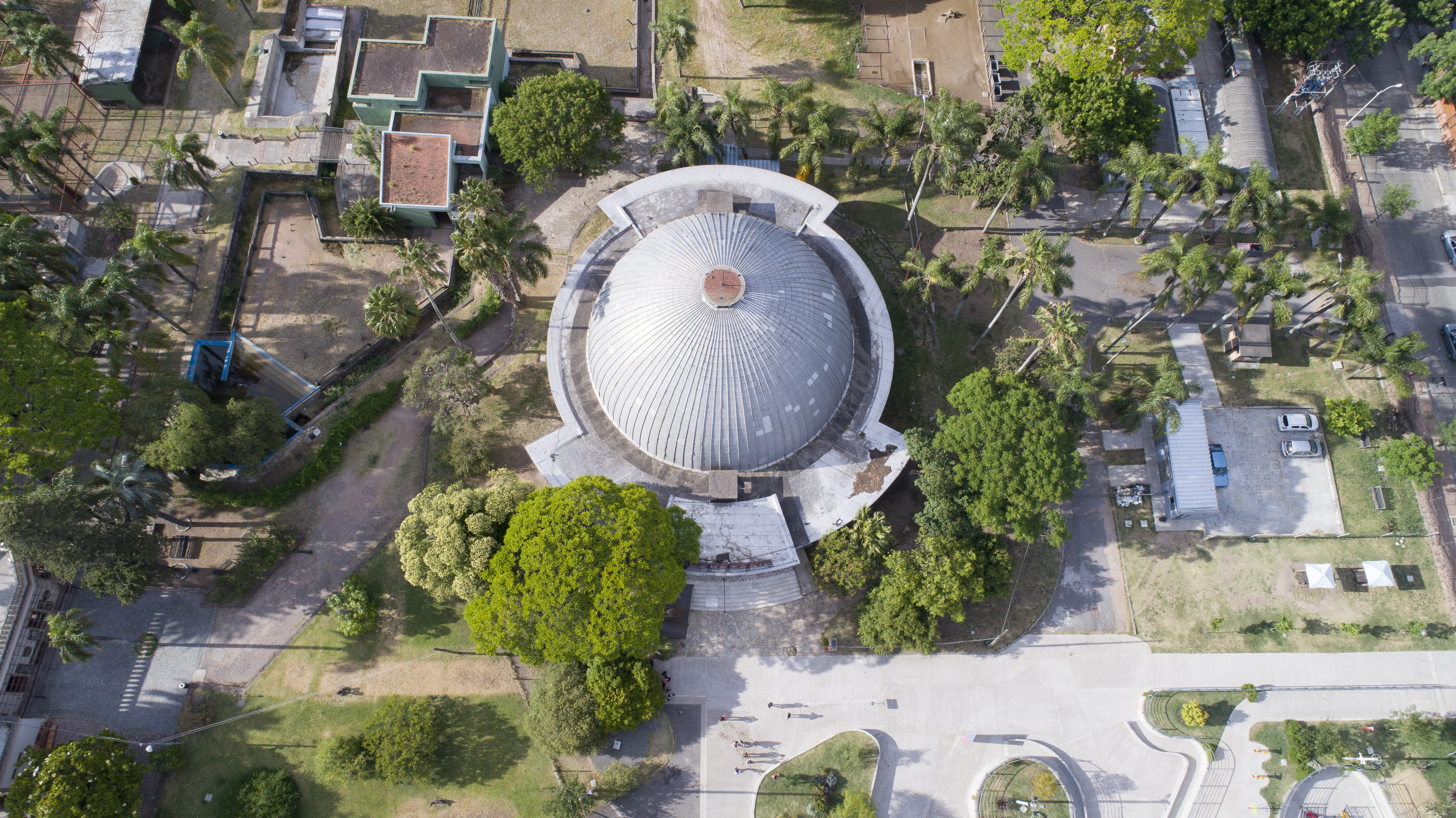
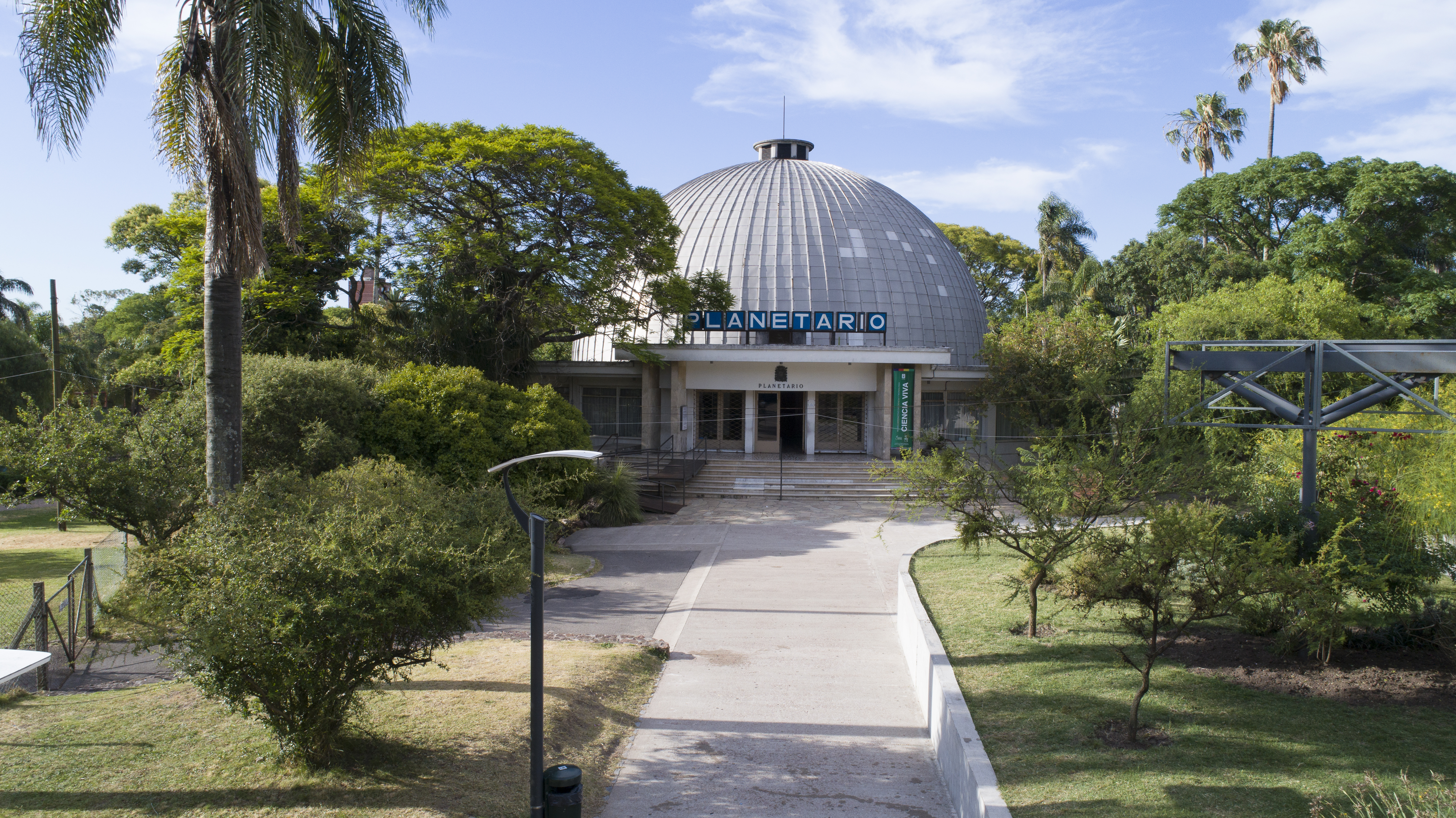